# José Carazo Martínez
José Carazo Martínez (Granada, 1891 – Granada, 13 de diciembre de 1958) fue un destacado artista español, dedicado principalmente la pintura, el dibujo y la ilustración. Se le reconoce especialmente por su maestría en la acuarela, y su producción abarcó géneros como el paisaje y el retrato, además de su labor como diseñador de carteles para diversas festividades granadinas.
Hijo de Ramón Carazo Martín, también pintor —autor habitual de carocas para el Corpus granadino—  y concejal del Ayuntamiento de Granada durante la dictadura de Primo de Rivera y hermano del también conocido pintor Ramón Carazo Martínez.

## Formación
Sus inicios en el arte tuvieron lugar en su Granada natal, bajo la tutela de José Larrocha. Posteriormente, continuó y consolidó sus estudios en Madrid, en la Escuela Superior de Bellas Artes, donde fue discípulo de figuras prominentes como Cecilio Plá y Julio Romero de Torres.

## Trayectoria
Aunque su enfoque principal se orientó hacia la representación paisajística, José Carazo Martínez sobresalió de manera notable en el género del retrato,aplicando con gran maestría la técnica de la acuarela, poco común en este género. Complementó su labor artística con la ilustración para diversas revistas gráficas de la época, y a partir de 1930, también contribuyó con textos y dibujos en varios diarios de Madrid.
Su labor como cartelista fue ampliamente reconocida, obteniendo un total de quince galardones entre 1915 y 1950 en concursos dedicados a la cartelería para importantes celebraciones granadinas, como el Corpus Christi, la Semana Santa y las Fiestas de Otoño.
Participó en numerosas exposiciones, tanto individuales como colectivas, en ciudades como Madrid, Barcelona y su Granada natal. Entre sus participaciones más destacadas figuran::
- La Exposición del Círculo de Bellas Artes de Madrid, en 1932.
- La Exposición Internacional de Niza, también en 1932, donde fue distinguido con el Premio de Honor.
- La Exposición Nacional de Bellas Artes de 1941, en la cual recibió el Premio de Dibujo.

Llevó a cabo exposiciones individuales en Barcelona (1944) y en Granada (1944 y 1954).

## Estilo
Su pintura se caracteriza por una ejecución precisa, armonía cromática y firmeza en el trazo. El crítico Marino Antequera subrayó su pericia técnica con estas palabras: «Realizó excelentes retratos aun en el procedimiento tan dificultoso para este menester de la acuarela, siempre con peculiar distinción, color bellísimo y toque decisivo y muy hábil».